# Благодарность
Благода́рность (от «благо дарить») — чувство признательности за сделанное добро, например, за оказанное внимание или услугу, а также различные способы выражения этого чувства, в том числе и официальные меры поощрения (например, объявление благодарности).
Благодарность — сложное чувство, возникающее на базе эмоциональной и рациональной оценки происходящего, выражение которого сильно ритуализовано.
Адресатом благодарности могут быть не только конкретные люди, но и общности людей (например, предки) и неперсонифицированные сущности (мир, бог).
В лингвистике выражение благодарности рассматривается как особый речевой жанр (устойчивые композиционные и стилистические особенности высказываний на данную тему), жанр эпидейктической речи.
Благодарность может иметь различные характеристики:
- прямая и косвенная благодарность;
- ритуальная (этикетная) и эмоциональная (лично значимая);
- мотивированная и немотивированная;
- вербальная и невербальная;
- благодарность реальному адресату и благодарность высшим силам.

В античности благодарность трактовалась как добродетель и связывалась со справедливостью.
Сенека отмечал добровольность благодарности, как ответного дара по своей воле и указывал, что ценность благодарности не только практическая, в создании круговорота даров и поддержки, но в первую очередь нравственная, поскольку «в добродетелях упражняются не ради награды, прибыль от правильного поступка в том, что он совершен». С точки зрения Сенеки, сознание благодарности ценнее, чем полученный дар, поскольку благодарность, будучи добродетелью, возвышает душу.
Марк Туллий Цицерон утверждал:

Ни одним качеством я не хотел бы обладать в такой степени, как умением быть благодарным. Ибо это не только величайшая добродетель, но и мать всех других добродетелей.

В христианстве же благодарность трактуется не как добродетель, а как долг, и связывается скорее с милосердием.
Для многих религий важна идея благодарности Богу; эта благодарность может выражаться через «дела добродетели и искоренение страстей и слабостей».
Концепция благодарности как обязанности развивалась Иммануилом Кантом, который различал «просто благодарность», заключающуюся в признательности к благотворителю, и «деятельную благодарность», выражающуюся в действиях, подтверждающих эту признательность. По мнению Канта, долг благодарности является моральным долгом человека перед самим собой, и не может быть окончательно оплачен никаким вознаграждением, поскольку у дарителя навсегда останется заслуга быть первым в благодеянии.
Обязанность к благодарности может обернуться тем, что принимаемое благодеяние становится бременем, поскольку благодеяние обрекает получателя на благодарность. В. О. Ключевский замечал по этому поводу:

Благодарность не есть право того, кого благодарят, а есть долг того, кто благодарит …Кто не любит просить, тот не любит обязываться, то есть боится быть благодарным.

Благодарность — позитивное чувство; испытывая благодарность, человек перестает концентрироваться на себе, обращает внимание на других людей и легче налаживает отношения с окружающими.